# Ланкиёган (приток Татляхаяхи)
Ланкиёган (устар. Ланги-Юган) — река в России, протекает по Ямало-Ненецкому АО. Устье реки находится в 98 км по левому берегу реки Татляхаяха. Длина реки составляет 35 км.
В 10 км от устья по левому берегу реки впадает река Нючаяха.

## Данные водного реестра
По данным государственного водного реестра России относится к Нижнеобскому бассейновому округу, водохозяйственный участок реки — Надым. Речной бассейн реки — Надым.
Код объекта в государственном водном реестре — 15030000112115300047514.